# ギルガメシュ
ギルガメシュ（アッカド語: 𒄑𒂆𒈦 - Gilgameš）またはビルガメシュ（シュメール語: Bilgameš）は、古代メソポタミア、シュメール初期王朝時代の伝説的な王（紀元前2600年頃?）。シュメール王名表によれば、ウルク第1王朝第5代の王として126年間在位した。シュメール語の古形では「ビルガメス」と呼ばれ、後にビルガメシュに改められるとアッカド語名「ギルガメシュ」という名が成立した。いずれの場合も「祖先の英雄」を意味する。

## 古代オリエント界最大の英雄

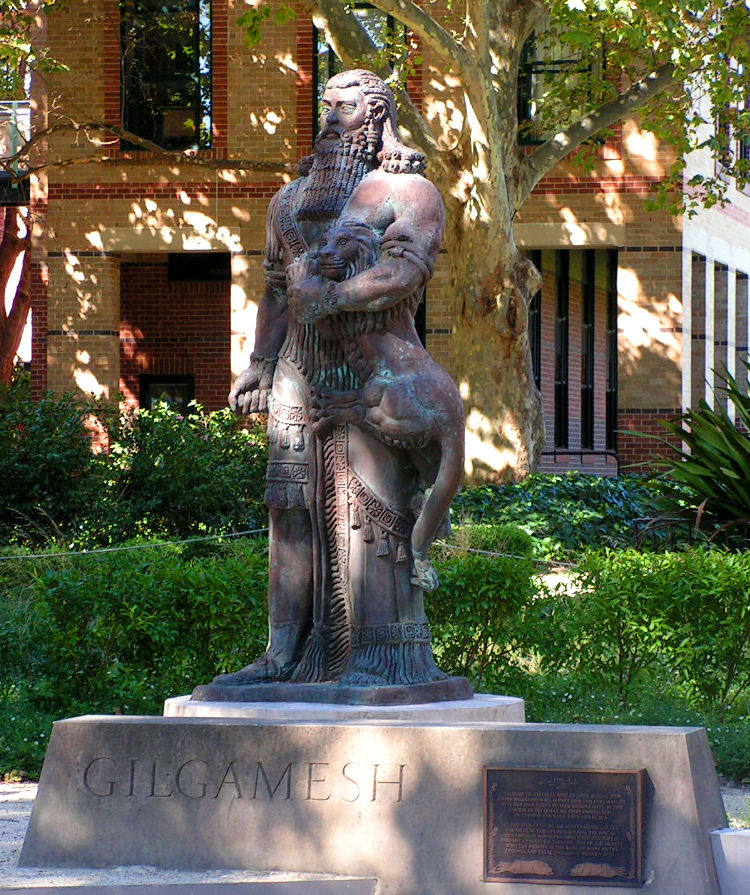
シドニー大学のグラウンドにあるギルガメシュ像

多くの物語から成るメソポタミア神話の中でも、とりわけ有名な英雄譚『ギルガメシュ叙事詩』に主人公として描かれた。文中では「全てのものを国の果てまで見通した」「全てを味わい全てを知った」「知恵を極めた」「深淵を覗き見た人」といった表現がなされている。

### 概要
ウルク第1王朝の伝説的な王ルガルバンダを父に、女神リマト・ニンスンを母に持ち、シュメールの最高神（天空神）アヌ、主神（大気神）エンリル、水と知恵の神エンキ（エア）から知恵を授かる。その体は3分の2が神、3分の1が人間という半神半人であった。また、シュメール王名表や神話『ギルガメシュとアッガ』では「クラバのエン」と記されている。
ギルガメシュの容姿生成については諸説あり、太陽神シャマシュから美しさを、気象神アダドから雄々しさを授かったとされる他、標準版では女神ベレト・イリが「完璧に形作った」とされ、ヒッタイト語版においては「偉大な神々が姿を造った」とする中で具体的にはシャマシュが「男らしさ」を授けたとある。このように書版ごと差異があるものの、ギルガメシュの容姿が神々によって仕上げられたとの叙述は一貫している。
フンババ征伐に向かう際には15kgある黄金の短剣や90kgもの斧、更に巨大な弓を携えつつ300kg相当の武装で身を固めたり、グガランナ（天の牡牛、聖牛）退治では弓と211.5kgの剣と210kgの斧を扱うなど、かなりの剛腕。武器の扱いぶりが並びないだけでなく、掴み合いや殴り合いのような己の拳で戦う武勇に優れた人物としても知られている。
怪力無双かつ高い神性を宿している一方、その性格は極めて人間的であった。叙事詩に限って言えば、ギルガメシュは良く笑い良く怒り良く泣き良く祈る、感情の起伏が激しい人物のように描かれている。

### 略歴
神々に創られしギルガメシュの持つ力は強大で、ウルクで彼に敵う者は1人もいなかった。人々に対し思うがままに振る舞うギルガメシュは、強き英雄であると同時に、暴君として民たちに怖れられていた。「神々によりすすめられた」「夫はそのあと」などの叙述から、当時初夜権を行使していたという見解もある。ただしギルガメシュは暴君として登場するので、乙女を奪い去るという行為が慣習的なものであったか、単なる悪癖であったかどうかについては議論がある。
天空神アヌは、増長するギルガメシュを諌めるため彼と同等の力を持つエンキドゥを作るよう命じる。星の落ちる予知夢を見たギルガメシュが、神聖な結婚式に出席するため神殿に入ろうとしたとき、エンキドゥが挑むように立ち塞がる。神々の思惑通りにギルガメシュとエンキドゥは激しい戦いを繰り広げたが、エンキドゥとは死力を尽くした熱戦の末に決着がつかず、互いの力を認め抱き合い無二の親友となった。それからはエンキドゥと行動の全てを共にし、ギルガメシュの王政も穏やかになり民から愛される王となる。
不死の草を求める旅から帰国した後も国を治め、ウルクの城壁を完成させるなど王としての責務を全うしたギルガメシュは、息子であるウル・ヌンガル（ウルク第1王朝6代目）に国を委ねて眠りについた。その際には王の死を悼み、殉死が行われたようである。
ウル・ヌンガルの在位後も王朝は続き、最終的にウルク第1王朝は計12名の王による統治を経てウルク第2王朝に入る。その後ウルク第6王朝期（紀元前2000年）前後に一度衰退し政治的地位は薄れるも、ウルク市そのものは再興し、サーサーン朝時代（226年-651年）まで居住が続けられていたが次第に衰退し、634年のアラブ人によるメソポタミア侵攻の前か、あるいはほぼ同じ時期に放棄された。

### 功績
ギルガメシュの主な功績としてあげられるのは、古代メソポタミアの都市（または国家）キシュの包囲を撥ね退けたこと、フンババ征伐、およびその際に杉をウルクに持ち帰ったこと、聖牛退治、賢人ウトナピシュティム（シュメール名：ジウスドラ）から不老不死についての知識を学んだこと、ウルクの城壁建設、イシュタル（シュメール名：イナンナ）の神殿群「エアンナ」の一部を築き捧げたことが有名。
キシュからウルクに政治的地位を移した、という伝承は後世の神話に色濃く残るが、最も偉大な功績として重要視されるのは、ウルクを城壁で囲み護国に貢献したことである。物語中では既に「周壁持つウルク」と評され、バビロン第1王朝時代にも引き合いに出されている。

### 系譜
母が女神ニンスンであることはどの書版でもほぼ共通しているが、父に関しては後世の王たちが発した言葉や、『ギルガメシュ叙事詩』における描写からルガルバンダが父であることは定説となっているものの、シュメール王名表でのみリル（リリスの男性版）と呼ばれる夢魔がギルガメシュの父となっている。また、『ルガルバンダ叙事詩』でルガルバンダの父がエンメルカルであること、そのエンメルカルがシャマシュの御子と表現されることから、ギルガメシュにとってエンメルカルは祖父、シャマシュは曾祖父にあたると考えられるが、明記されている例はない。仮に身内だったとしても、「実の血の繋がり」の有無という点においては不明瞭である。
子孫についても同様に詳らかではないが、例えばギルガメシュを継いで6代目のウルク王となったウル・ヌンガルは、シュメール王名表いわく「神ビルガメシュの子」と記されている。後代では『シュルギ王讃歌』でギルガメシュを讃えているウル第三王朝第2代の王シュルギは、ギルガメシュの兄弟であると自称した（後述）。
ほか、祖先神にルガルバンダ、個人神にシャマシュまたはエンキ（エア）を守護神として設けており、神であることを示す神印（ディンギル）が付いた女神マトゥルを妹に持つ。

### 遠見
ギルガメシュは良く夢を見るが、この夢が叙事詩では大きな役割を担っている。死ぬ間際に冥界でエンキドゥと再会する夢を見たというエピソードを含め、これらの夢のほとんどは未来を告げるものであり、ニンスンやエンキドゥなど周囲の者にその内容を解かれて初めて、自身が見た夢の真意を知ることも多い。未来視の方法としては夢判断の他に、神託を占うこともあった。
エンキドゥがウルクへやって来る前にギルガメシュが見た「星が自分に降ってきた（星が降る夢）」は、古代メソポタミアの一般的な夢占いにおいて凶とされがちだが、この夢をニンスンは「友の到来」と解きギルガメシュが彼を深く愛するだろう事だけを伝えた。ニンスンはその後の未来である、エンキドゥの死とそれに伴ってギルガメシュ自身が悲しみに暮れるという、ある種の悲劇が待ち受けていることを見通していながらあえて言うのを差し控えたのか、単に凶の判断を避けたのかについては不明である。
また、杉の森への遠征途中で見たいくつかの夢に関しては、ギルガメシュにとっては不吉な内容のように思えていたが、エンキドゥが吉夢と良い方に解釈して励まし、太陽神シャマシュの助力もあり杉材調達を完遂することができた。しかし実際に夢が告げていたのは、エンキドゥに訪れる運命を暗示するものであったとされる
。
エンキドゥの死をギルガメシュは気が触れたように悲しみ、彼が眠りから醒めるのではないかと考え彼の体が腐るまで側を離れなかった。また、友の死をきっかけにギルガメシュは眠りを極度に恐れるようになり、眠りたくても眠れないという不眠症のような症状に苦しめられるようになる。

### 王権
ギルガメシュの王権は、自身に知恵を授けた主神エンリルによって授与された。これはいわゆる「王権神授説」を連想させ、少なくとも紀元前2000年期までの古代メソポタミアでは、神による王権授与があったことが「ウルクの大杯」によって明かされている。古代メソポタミアの王は、神の代わりに人を諌めるという概念のもと「人間と神とを繋ぐ」存在であり、天と地・神と人の仲介者という役割があった。天界を神の世界、現世を人の世界とし、王をその中間に置いて天の声を届けそれを地上に伝えさせるというイメージである。
王の責務はその立場上、地上における神々の住まいである神殿の建設と維持がとりわけ重要とされた。シュメール語の創世記録に関する伝承は数多いが、中でも『エヌマ・エリシュ』のように「人間は神々の労働を身代わりさせるために創られた」という旨の神話が古代メソポタミアには多くあり、神々の意に反したときは大洪水などによって人類は滅ぼされてしまう。故に、神を正しく祀れば国の防衛と豊穣・平安に繋がると観念されていた。
王が人と神を繋ぐという思想はオリエント文明の仲間であるエジプトのファラオにも共通するが、エジプトの王が「現人神」であるのに対し、メソポタミアの王は限りなく人間に近い「神の代理人」であったのが特徴である。よってシュメールにおける王の神格化が起こるのはずっと後のことかつ極めて稀少で、歴史上ではサルゴンの孫（または子ども）であるアッカド王朝第4代の王ナラム・シンが初めての例となる。それが伝説上では、ギルガメシュやルガルバンダが既に神格化を果たしており、ナラム・シン以降ウル第3王朝初代王ウル・ナンムとその後継者シュルギらが「女神ニンスンから生まれた」と言って自らをギルガメシュの兄弟であると表現し、メソポタミア王の神統性が語られることとなった。当時ギルガメシュはウル・ナンムの王碑文において、冥界神として崇められている。
生きた人間の王が神格化するに伴って、神による支配の必要性が問われなくなった王権は基盤が整い、神と人ではなく人と人の関係が尊重される社会主義の覚醒が起こる。神権的・神話的な政治理念からの脱却には転換期間を要しウル第3王朝期にはまだ不完全ながらも、社会主義を前提とした人間社会は神々の秩序からある程度自立したものと考えてよい。そうしてウル・ナンム在位中には都市群の繁栄が頂点を極め、新シュメール文化が築かれた。こうした社会主義樹立の背景に、当時の王たちがギルガメシュを意識していたことは明らかである。

### 逸話
オリエント文明が滅亡した後にローマに伝わった伝承では、『捨て子伝説』の主人公としてギルガメシュの誕生にまつわる別のエピソードが確認された。それはギリシア人の作家アイリアノス著書『動物の特性について』という本に記されている。
バビロニアの王セウエコロスの娘が身ごもる子供は、いずれ王国を支配するという予言がカルデア人によって先見された。支配権の簒奪を警戒した王は、娘を城に幽閉し見張りも置いたが、運命の神により娘は子どもを授かった。王に叱られることを恐れた見張りは娘から赤子を奪い、城の塔高くから落とした。見かねた鷲が赤子を大きな羽で受け止め、地上に降りると何処かの庭へそっと置いた。庭の番が赤子を見つけるやいなや、その子があまりにも可愛かったのでそのまま養育することにした。子どもは「ギルガモス」と名付けられ、後にバビロンの王となった。
この物語はヘレニズム時代におけるヘレニズム版ギルガメシュ叙事詩に付け加えられ、オリエント終焉後もギリシャに伝わっていった。ただしギルガメシュの名前を借りているだけで、『捨て子伝説』の一変系であるとも考えられている。また、ギルガメシュの系譜はギリシャ神話においては半神の英雄ヘラクレス、愛する者を失う英雄アキレウス、放浪の英雄オデュッセウスなど、多くの英雄譚の原型として受け継がれたとされる。

## ギルガメシュとエンキドゥ

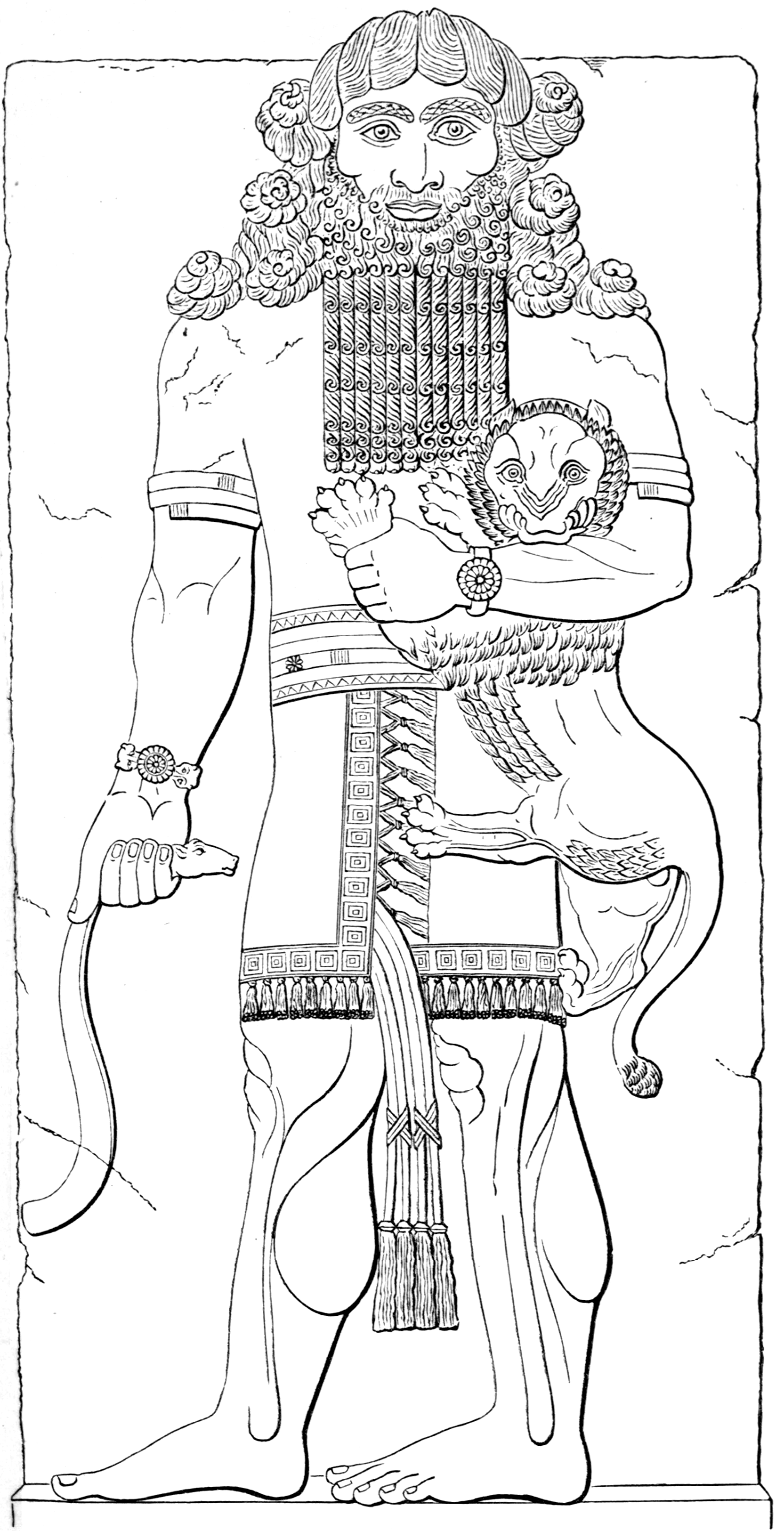
『The Chaldean Account of Genesis』におけるギルガメシュの絵。1枚目の図像と似ているが、良く見ると異なっている。こちらのモデルはエンキドゥか【月本（1996）最初の頁】。（1876年、ジョージ・スミス）

### 関係性
様々な関係性を内包するが、どんなふうにせよギルガメシュとそこに寄り添い常に支えるエンキドゥは2人で1人の半身であるように描かれている。二人の関係は「友」であることが現代では一般的だが、古いシュメール版では「主従関係」であった。神殿の門番を務める一対の神々（タリメ）と考えられていたこともあれば、エロティックな表現が見られることから友人を兼ねた「恋人関係」、または「義兄弟」とか、１人の人間の多面性を表す「二重身（＝ドッペルゲンガー）」ではないかと推察する研究者もいる。物語において記録されている最古の「相棒（サイドキック）」はギルガメシュ叙事詩であるとされ、後の多くの物語の原型となった。岡田・小林（2008）。

### フンババとの戦い
2人で成し遂げた大きな功業は杉の森への遠征、すなわち森に住む神の使いフンババの征伐である。ウルクでの安楽な生活に退屈したと言うエンキドゥに、ギルガメシュは「レバノン杉の森を切り開き、シャマシュが嫌う全ての悪（＝フンババ）を国から追い払い、永遠に我らの名を刻もう」と言って遠征の話を持ち掛ける。これを聞いたエンキドゥの目には涙が溢れ、遠征を強く反対される。ギルガメシュはエンキドゥの涙に驚きながらも心を痛め、土から生まれた彼にも苦しみを感じる心があることに焦りを抱いている。エンキドゥはフンババの「天命」を変えることへの罪悪感と、フンババが「人の恐れ」であることをうったえるが、ギルガメシュは大きく息を吐いた後、エンキドゥに向き直って「自分の後ろについて前へ進めと励ましてくれるだけでよい」と話し、あくまで遠征に行くと言ってエンキドゥを説得する。母ニンスンはシャマシュに「何故あなたは息子の気持ちを動かすのか」などと不平不満を言いつつ、女祭事たちと共に丁寧に祈祷を行い、エンキドゥを養子に迎え入れギルガメッシュの義兄弟とした。
ギルガメシュがフンババ殺害を企てたのは、エンキドゥという友人を得、死すべき存在として後世に名を残そうとしたからである。ところがエンキドゥは最初から、エンリルの「天命」を害することに強い罪悪感があった。エンキドゥとの言い争いは何度か繰り返されるも、最終的には二人揃って杉の森へ赴くこととなる。フンババをよく知るエンキドゥは、レバノン山地に向かう前からフンババの「天命」を変えることに抵抗感があり、自身の恐るべき結末を予感していたはずである。しかし、虚勢をはりながらも悪夢を恐れるギルガメシュを慰めるうち、自然物である森を裏切り、ギルガメシュのために自らの手を汚す覚悟を決める。エンキドゥの心のうちは複雑であり、後で下されるであろう罰を恐れ、しかしなるべくなら神々には知られないように、あるいはギルガメシュの武勇伝が成立した後に神々が知るようにと願っていたようである。これによりギルガメシュにとって後のエンキドゥとの別れはよりつらいものになっていく。
シャマシュの加護もあって、無事に凱旋し杉の木を持ち帰ったことをウルクの民たちから称賛されるが、この時のギルガメシュの雄姿に魅せられた愛の女神イシュタルによって、2人の人生は大きく動いていく。

### 自然と人
ギルガメシュとエンキドゥの遠征およびフンババ退治は、『ギルガメシュと生者の国』というシュメール語版のタイトルで叙事詩に取り入れられた自然との対立を描く神話である。フンババは自然神だが、一説では巨人、嵐の悪魔、全悪などとも言われる、エンリルによって派遣された人間に対する脅威として描かれている。
また、古代メソポタミアでは利用できる樹木が極めて乏しく、価値ある森を欠き杉に勝るような美材は当然なかった。神殿の建設などに要る資材の確保、という面で困難な立場におかれた歴代の王たちは関心を西に向け杉を求めたが、遠征に成功した者はいなかったために、ギルガメシュがその先駆者となってフンババを殺す＝森の封印を切ることで、杉を渇望していた人々はそれを得ることに成功したのである。だがフンババが召されて以降、杉森が度々メソポタミア周辺地域やエジプト諸国らによって狩られるようになり、長い年月を以って絶滅の危機に瀕することとなった。故にギルガメシュの行いは自然破壊に繋がる傲慢な行為であった、とする指摘もありながら、「勇気ある者の冒険譚」とも評されている。この物語はギルガメシュの英雄性を端的に描出しており、2人の英雄による功績として後世まで語り継がれていった。実際ウルクを中心に、南部メソポタミアが長期に渡り華めいたことも疑い得ない事実である。
なお、フンババ退治の方法は書版によって揺らぎが多い。ギルガメシュがフンババに妹マトゥルを嫁に与えるなどの策略を用いて油断させ（実際に差し出す気はなかったと思われる）、エンキドゥがフンババの喉を掻っ切って殺した場合や、シャマシュへの祈祷が功を奏し、実戦はほとんど行われなかった場合などがある。

### エンキドゥの死
女神イシュタルはギルガメシュの雄姿に惚れ込むが、彼女は不実で惨忍であり、愛した男たちに残酷な仕打ちをしてきたことから、ギルガメシュは彼女の求婚を手ひどく拒否する。怒ったイシュタルは仕返しに、父神アヌを半ば脅して聖牛グガランナをウルクに送り込む。グガランナはウルクの大地を割って大穴をあけ、7年の飢饉をもたらし多くの死者を出すが、ギルガメシュはエンキドゥと協力しグガランナを討ち仕留める。力をあわせれば神に等しい力を持つ二人を恐れた神々は、彼らに罰を与える事を定めた。
シャマシュだけは無実のエンキドゥを庇ったものの、神々は「ギルガメシュは罰を受けてはならない」とし、フンババから呪いを受けたエンキドゥに死を与える事を決めた。12日間に及ぶ高熱に浮かされエンキドゥが死ぬと、ギルガメシュは悲しみのあまり気が触れたようになり、エンキドゥの体が腐り始めるまで彼の側を離れなかった。愛する友を奪った「死」に直面することで、その恐怖にとらわれたギルガメシュが今後どのようにして生きていくのかは、叙事詩で最も重要なテーマとして取り上げられている。

### 不死への旅
ギルガメシュはエンキドゥの死から死を恐れるようになった。そのため、永遠の生命を求め、聖王ウトナピシュティムが不死でいることを知り、彼を訪ねて旅に出る。聖王ウトナピシュティムは海底にある永遠の若さを保つ植物のことを教える。ギルガメシュは海に潜ってその植物をとり、ウルクへの帰途につくが、泉で水浴びしている間に蛇がやって来てその植物を食べてしまった。この時蛇は脱皮をするようになった。失望したギルガメシュは疲れ切ってウルクにたどりついた。

## 死後のギルガメシュ
ギルガメシュの最期には諸説あるが、シュメールの伝承曰く余り長生きではなかったらしい。夢で見た冥界にはエンリルが現れ、「人として死の運命からは逃れられないが、たとえ死んでも冥界でエンキドゥと再会し、神々の1人に数えられることになるだろう」と語られる。夢から覚めたギルガメシュはエンキの勧めで墓の鋳造に取り掛かり、民や家族に嘆き悲しまれながら息を引き取った。ギルガメシュの墓は物語的に言えば、ユーフラテス川の奥底に隠されたという。

### 冥界神ギルガメシュ
ギルガメシュは死後まもなく神格化され、冥界神として崇められた。しかし高位の神ではなく、人が比較的近寄りやすい「個人神」であったと伝えられている。『ウルナンム王の死と冥界下り』では、「冥界のエンリル神（最高神）」と呼ばれるエレシュキガル女神とネルガル神らと共に神の1人として名を連ねているが、その存在は神というより冥界の王（ルガル）であり、冥界に下った者の指導を行う裁定者であったとも形容される。新アッシリア時代の書版には冥界神ギルガメシュに捧げられた祈祷が鮮明に残されており、その中においても「完全な王」「冥界の集合神アヌンナキの裁き主」として描かれる他、そういった裁きと判決の権能はシャマシュが託したとも記される。これは、正義と法を司る生命守護の神として、夜に冥界を照らし地上を脅かす冥界の悪霊や死人の魂を制御する神性を持つシャマシュと共に、冥界に降りたギルガメシュも災厄をもたらす物事から人間を守ってくれる、と信じられていたことを示している。
古代メソポタミアでは、古バビロニア歴5月に当たるアブの月（現在で言う7～8月）になると死者を供養する祭典「アブ祭」が行われ、それに伴い悪霊やらも活発になってしまう時季には、祭礼に際しギルガメシュの像が用いられた。冥界神ギルガメシュへの祈祷もしばしばアブ月に行われ、悪霊からの守護や悪鬼などによってもたらされた病気快復が願われたとされる。ギルガメシュ像に供物を捧げたり、定期的に造り直して整えることも重要であり、また、ギルガメシュを個人神として崇拝した人も複数人いた事実や、前述のようにウル王朝時代の王が既にギルガメシュを祀っていたことなどからも、ギルガメシュが死後も民間で広く崇拝されていたことが知られる。
すなわち、神格化を意味するイシュタルとの縁結びを拒絶したギルガメシュは、後に冥界神にはなってもイシュタルの夫ドゥムジのように、「死んで復活する神」ではなかった。

### ウルとウルク
冥界神ギルガメシュは故国ウルクではなく、エンネギという都市の主神であった。何故エンネギなのかという議論があるが、「エンネギには死者への供物が届けられる管がある」と信じられていたことを指摘する場合もある。ウルクの姉妹都市のようでいて近隣に位置するウルでは、前述のように王たちの間で「ギルガメシュは兄弟」と言われ、シュルギはギルガメシュのフンババ征伐を伝えるなど偉大なる祖先として敬い誇示していた。このウルとウルクの中間地点に起きた都市がエンネギである。

## 実在性
ギルガメシュ自身に関する考古学的史料は今の所発見されていないが、伝説や碑文の中でギルガメシュと共に登場するエンメバラゲシの実在性が確実視されていることから、ギルガメシュも初期王朝期第Ⅱ期末期（紀元前2600年頃）には実在し死後に神格化されたとする説と、実在した王ではなく冥界神が伝説化されたとする2つの説が有力視されている。
前者の場合、ギルガメシュと戦ったキシュの支配者アッガは実在したことが分かっている。したがって、ギルガメシュも実在の人物であった可能性が高いが、直接的な証拠は見つかっていない。
後者の場合、ギルガメシュの名前の意味が「祖先は英雄」「老人は若者」など、冥界と関わりのある祖先崇拝を示唆していることに理由付けがある。ギルガメシュは前述の通り、低位の神、特に個人神となりうる冥界神（元来の豊穣神）であると考えられていた。ギルガメシュは冥界神だったが、その信仰を詠う古来の人たちによって彼は冥界から飛び出し、神としてではなく半神半人の英雄として伝説を残すに至った、というものである。
ギルガメシュとエンキドゥを書いたと思われる美術的表現は叙事詩が確立する以前の古代シュメール時代から見られ、モチーフとしては「大きな獣（ライオン）をおさえたたくましい筋肉の男」が円筒印章や彫刻にが多く用いられた。あるエピソードでギルガメシュはウルクに放たれたライオンを抑えるが、後のギリシャ神話の英雄ヘラクレスなどでライオンを抑える勇壮な英雄というモチーフに受け継がれたとされる。

### 人の王か神の王か
現在残っている記録ではその名にディンギルが付けられており、名を最初に確認できるのが文書「ファラ」内の神名表であることからも、元から「ビルガメシュ神」と呼ばれ、シュメール版では冥界神として神格化される以前から一貫して神として扱われていたことになる。これは神格化したビルガメシュの父ルガルバンダにも同じように神印が付けられていることと、母ニンスンが女神であることから、両親が神ならばその息子ビルガメシュも神である、と考えたからである。だが、「死とどう向き合うか」という叙事詩における最大のテーマを掲げ翻弄するのに、不老不死である神が主人公では物語が成立しないとして、シュメール版以外では「半神半人のギルガメシュ」と呼ぶように調整された。
半神のギルガメシュが叙事詩用にデフォルメされた設定とする前提で、今後ディンギルのないギルガメシュの名が発見されるならば、それは人としてのギルガメシュ王が実在したことを示す確固たる証拠となる。

## 『ギルガメシュ叙事詩』
ギルガメシュは多くの神話に登場し、『ギルガメシュ叙事詩』と呼ばれる1つの英雄譚へとまとめられていった。これは今日最も良く知られているシュメール文学である。原物シュメール語版がアッカド語に翻訳されて以降、粘土版の破損個所を補う形で長い年月を掛けて編成と潤色が行われ、現存する『ギルガメシュ叙事詩』となった。この過程で、時代ごと大幅な改変が成されたことも知られている。叙事詩の冒頭は第三者（語り手）によるギルガメシュを讃える文から始まり、メソポタミアの歴代王が杉材を求めてレバノンに遠征した事実と重なりながら、『ギルガメシュと天の牛』『ギルガメシュとフワワ』などの神話と、旧約聖書で言う『ノアの方舟』の原型にあたるウトナピシュティムの『大洪水伝説』を含んでいる。また、『ギルガメシュとアッガ』のようにアッカド語版の翻訳が存在しない説話もある。

### 死を見据える者
叙事詩では友情や自然との戦いのほかに、「不死の追及」が重要なテーマとして掲げられている。永遠の命どころか若返りの薬すらも手に入れることができなかったギルガメシュは失意のままウルクに戻ったとされるも、死から逃れることはできないのだと悟り天寿を全うした、という解説が一般的になっている。「人は死すべきものであるからこそ、生きる喜びを謳歌すべきである」と登場人物の多くも語っていた。これはギルガメシュの伝説が語り継がれるうちに古くから読者と編集者によって組み立てられたバビロニアの人生観であり、ギルガメシュ自身がどのような考えに至ったのかまでは不明である。

## 関連人物
- ルガルバンダ
- ニンスン
- マトゥル
- エンキドゥ
- エンメルカル
- 太陽神シャマシュ
- 水神エンキ（エア）
- 女神イシュタル
- 神々の王エンリル
- 神々の父アヌ
- 賢人ウトナピシュティム
- 船頭ウルシャナビ
- 女将シドゥリ
- キシュ王アッガ
- ウル王シュルギ
- フンババ
- グガランナ

## ギルガメシュを主題にした芸術・文学作品
ギルガメシュ、あるいは『ギルガメシュ叙事詩』を題材にした作品が後世に存在している。
- またギルガメシュの名のみが、後世の作品にしばしば使用されているが、こちらはギルガメシュ (曖昧さ回避)を参照。

### 音楽
- オラトリオ『ギルガメシュ』（ボフスラフ・マルティヌー作曲）
- 交響曲第1番『ギルガメシュ』（ベルト・アッペルモント作曲） - 吹奏楽作品
- 歌劇『ギルガメシュ』（ペア・ノアゴー作曲）
- ア・カペラ男声合唱とナレーターのための『ギルガメシュ叙事詩』（青島広志作曲）

### 絵本
- 『ギルガメシュ王ものがたり』 (1993) （ルドミラ・ゼーマン 著・イラスト）（花津美子 翻訳）、岩波書店
- 『ギルガメシュ王のたたかい』 (1994) （ルドミラ・ゼーマン 著・イラスト）（花津美子 翻訳）、岩波書店
- 『ギルガメシュ王さいごの旅』 (1995) （ルドミラ・ゼーマン 著・イラスト）（花津美子 翻訳）、岩波書店